# Vékony fehér csík (Family Guy)
Az Vékony fehér csík (angolul The Thin White Line, további ismert magyar címe: Drogos zsaruk) a Family Guy harmadik évadjának az első része. Összességében ez a huszonkilencedik rész. Az epizódot először az amerikai FOX csatorna mutatott be 2001. július 11-én, körülbelül egy évvel a második évad záró epizódja után. Magyarországon a Comedy Central mutatta be 2008. november 24-én.
|  | Alább a cselekmény részletei következnek! |

## Cselekmény
Brian a pszichológus tanácsára önkéntes munkát vállal. Peter vállalati piknikre megy a családdal, amelyen az egyik versenyszám a következő: a vállalat főnöke altatólövedékkel lövöldöz a dolgozókra, az utolsó állva maradó egy hét fizetett szabadságot nyer. Peter lesz a győztes. Briannek elege lesz az önkéntes munkából. Joe-nak feltűnik, hogy Brian jó szaglással rendelkezik, így megkéri őt, álljon be a rendőrséghez drogkereső kutyának. Első repülőtéri bevetésén rögtön lekapcsol egy kokaincsempészt, majd kicsivel később egy egyházi iskolában működő kábítószergyárat is, azonban az elkobzott drogot ellopja, és kábítószerfüggővé válik. Lois elhatározza, hogy a Bahamákra mennek családi nyaralásra. Peter is és Chris elmennek szoláriumba, de Peter véletlenül szolárium helyett egy időgépbe zárja Chris-t. Briant függősége miatt kirúgják a rendőrségtől, és miután családja szembesíti önmagával, elvonóra megy. Peter látva, hogy az elvonón mennyi szórakozási lehetőség van, szintén bejut az intézménybe. Mikor Peter és Brian egy közös csínye után az intézmény igazgatója előtt világossá válik, hogy páciensei már régebb óta ismerik egymást, azt az elméletet állítja fel, hogy Brian csupán Peter miatt lett drogos. Brian ezt nem fogadja el, így Peterrel együtt hazatérnek, de Brian úgy gondolja, mostantól saját magáért kell felelnie, ezért elutazik. Az utolsó pillanatban Stewie kiszalad a taxihoz, és a lehúzott ablakon át arcon köpi Briant.

## Külső hivatkozások
- Vékony fehér csík az Internet Movie Database-ben (angolul)
- Vékony fehér csík a Rotten Tomatoeson (angolul)
- Vékony fehér csík a Box Office Mojón (angolul)